# 法輪功歷史
法輪功歷史年表是以編年體記述由李洪志創建法輪功至今的發展歷程。

## 1992年－1995年
- 1992年5月，李洪志最初开始在中國吉林省长春市朝阳公园内讲法传功[1] ，到1994年底，共办过56期传授班。1992年12月，李洪志率弟子参加92年东方健康博览会。
- 1993年4月，李洪志著《中国法轮功》并由军事谊文出版社出版发行。
- 1993年7月30日，法轮功联合大法研究会正式成立。
- 1993年8月，法轮功被接纳为中国气功科学研究会的直属功派，成为中国气功研究会的分会。12月，李洪志再次率弟子参加93年东方健康博览会，获博览会最高奖「边缘科学进步奖」和大会「特别金奖」 及「受群众欢迎气功师」称号。[2][3]
- 1994年,李洪志在北京公安大学作了两次演讲 ，并通过研讨会的收益为受伤的警察基金会捐款。8月3日，得克萨斯州休斯敦市宣布李洪志为“为人类的福祉提供无私的公共服务”为名誉公民。
- 1994年,随着出版物销售收入的增长，李洪志不再收取班级费用，此后坚持必须免费教授法轮功。1994年12月21日至29日，在南部城市广州举行了最后一次关于法轮功实践和哲学的全面研讨会。
- 1995，法轮功的完整教法《转法轮》由中国电视广播总局出版公司于1月出版。 1月4日，在公安部礼堂举行了发布仪式。2月，中国国家体育委员会，公共卫生部和中国气功科学研究会与李联系，共同成立法轮功协会，被拒绝。
- 1995年, 随着对气功的批评开始出现在国营媒体中，政府在某些部门对气功运动的正式态度开始改变。
- 1995年, 应中国驻巴黎大使馆的邀请，李洪志开始在国外教授法轮功。 3月13日，他在巴黎进行了为期7天的授课，随后在4月在瑞典举行了另一系列讲座（哥德堡，斯德哥尔摩和乌德瓦拉）。

## 1996年－1999年
- 1996年3月，因不想接受中华人民共和国要求在氣功團體內部收取會員費和成立黨支部組織的要求，法轮功主動提出退出中国气功协会。从那以后，李洪志脱离了国家气功协会中的人际关系和金钱利益交换，但同时失去了功派在国家系统中的保护 [4] [5]；6月17日，《光明日报》发表评论《反对伪科学要警钟长鸣—由〈法轮功〉一书引出的话题》，公开批判了法轮功。该报接到900多封法轮功练习者的来信抗议；7月24日，中华人民共和国新闻出版署发出了《关于立即收缴封存〈中国法轮功〉等五种书的通知》，1996年8月16日，新闻出版署决定对华龄出版社出版的繁体竖排16开精装本《转法轮》予以收缴查处。[6]
- 1998年初，李洪志申請得美国永久居留證，自此移居美国。
- 1998年5月北京电视台《北京特快》栏目就气功管理问题采访中國科學院院士何祚庥，何祚庥声称「一博士生因练“法轮功”走火入魔引发了法轮功练习者不满，5月底到6月初，法轮功练习者上访北京电视台，最多时有上千人來到了北京电视台。
- 1999年4月11日 何祚庥在天津教育学院《青少年博览》发表文章《我不赞成青少年练气功》，被法轮功练习者认为是攻击炼法轮功会使致人得精神病，并暗喻煉法轮功會出大問題、甚至亡黨亡國。此文发表后，引發了法轮功成員大约6300人，於4月18日至24日前往天津教育學院請願。眾多法轮功成員前往其机构集體請願、反映自己修炼法轮功后身心受益的情况，并期望能通过与杂志编辑部的交涉来消除该文章揭发的事实以及造成的社会影响。
- 1999年4月24日，法輪功成員在天津教育學院的請願活動，受到天津市公安局防暴警察在當時未持有任何行政命令的前提之下，對法輪功成員執行驅趕，據指出：到場的天津市公安人員涉嫌毆打、抓捕逾30名法輪功成員。
- 1999年4月25日，因天津非法抓人一案，上万名法轮功成員來到了當時緊鄰中南海的國家信訪局上訪，是為「中南海事件」。一萬多名法輪功學員在北京中共中央和国务院的核心据点中南海墙外舉行了一整天的和平靜坐示威。要求當局給予他們合法練功的權利，並抗議警方對練功者的騷擾。[7]
- 1999年4月27日：中华人民共和国政府準備打壓法輪功，並表示，願意聽取法輪功成員提出的抱怨。但同時又警告說，政府將採取嚴厲措施，對付任何破壞社會穩定的企圖；5月3日：在美國的法輪功創始人李洪志呼籲江澤民政府同法輪功展開對話；6月6日：中共當局開始對100多名在北京參加示威活動的法輪功成員展開訊問；7月20日到22日：在中國大陸各地的數千名法輪功學員遭到圍捕。據官方統計，到1999年年底，至少三萬五千名法輪功學員被拘捕；7月22日：中华人民共和国政府官方媒體發動揭批法輪功的宣傳運動，指責法輪功導致一千五百人喪生。中华人民共和国民政部宣称法轮功妨碍国家安全和社会稳定，认定法轮大法研究会及法轮功为非法组织，决定予以取缔。
- 1999年7月27日：美國國務院發表聲明，呼籲中华人民共和国政府在對待法輪功的問題上採取克制態度；7月28日：中國公安部正式下達一份國際通緝令，以試圖推翻政府罪逮捕身在美國的法輪功創始人李洪志。中共還請求國際刑警組織提供合作，但遭拒絕；隨後有學員聲稱，第一名法輪功學員在被關押期間喪生；10月21日：中共官方逮捕了11名法輪功資深成員；10月25日到11月1日：法輪功被中共定為邪教。人大通過邪教法，討論通過有關打擊邪教的法律。法輪功學員在天安門廣場練功抗議；11月12日：首次法輪功審判。四名法輪功學員出庭受審，並被判監禁兩到十二年不等。另有數百名學員被處以勞動教養三年；12月26日：資深成員被判刑。四名法輪功資深成員被判監禁七到十八年不等。[7]

## 2000年－2001年
- 2000年2月5日：數十名法輪功成員在中國農歷新年到來之際在天安門廣場舉行示威，立即受到警方圍捕。[7]
- 2000年2月和3月：法輪功稱，15名被關押的法輪功學員喪生。另有名成員在獄中舉行絕食抗議。[7]
- 2000年4月19日：新華社公佈，總共有84名法輪功成員被判刑。 [7]
- 2001年1月23日，据中国中央电视台报道，在北京天安门广场发生了法轮功学员组成的5人团体的自焚事件，是為天安門自焚事件。而华盛顿邮报的“自焚的火焰照亮了中共的黑幕——当众自焚的动机乃为加强对法轮功的斗争”一文報導在開封沒人看到過劉春玲煉法輪功[8]。
- 2001年11月，35名外籍法轮功学员到天安门广场抗议中共政府镇压法轮功。

## 2002年－2004年
- 2002年1月，中国官方称重庆法轮功组织在中国新年假期期间切开重庆有线电视传输电缆，接入法轮功的电视信号。
- 2002年3月5日，中国官方称：「吉林省长春市法轮功组织在九届全国人大五次会议开幕的电视新闻节目播出之际，剪断有线电视传输线路，插播“法轮功真相”电视信号。」中國認為法輪功組織試圖推翻政府。新華社披露法輪功成員涉嫌破壞長春市有線電視網的詳情，並公布破壞電視網的器械，聲稱涉案的九名成員已遭到司法機關逮捕。在法輪功占用頻道的過程中，播出了兩個贊揚法輪功和創始人李洪志的錄像。在某些事件中，某些當地官員也被牽連進去。新華社還引用當地警方的話說，這次電視節目中斷是一個"策划周詳、組織嚴密"的陰謀。[9]
- 2002年6月23日至30日，中国官方称境外法轮功组织发射非法信号，攻击鑫诺卫星，侵害了中国公众对电视节目正常收视的利益。法轮功方面否认与此有关，但对该行为却也并不反对。
- 2004年年底，大紀元刊《九評共產黨》，發起三退「退黨、退團、退隊」運動。[10]

## 2005年－2007年
- 2005年3月14日21时34分，亚洲卫星公司所属亚洲3S卫星6个C波段转发器先后被宣传法轮功内容的电视信号干扰，致使租用该转发器的中国大陸几个省级电视台正常的电视节目中断。该公司行政总裁翟克信证实确有此事。但据美国之音采访报导，法轮功发言人表示：“至于这次插播事件，我们不清楚是谁做的，至少跟我们法轮功没有关系。我知道在中国大陆有很多人很同情法轮功，或者对中共政府镇压法轮功不满，或者对中共在国内的政策、错误决定、腐败和践踏人权的行为不满，他们有很多方式来表示不满”。[11]

- 美國國務院國際資訊局（IIP）網站2006年4月16日文章《美國國務院談中國法輪功問題》稱：「國務院表示，對於中國東北某地有一處集中營監禁法輪功學員並摘取其人體器官的報道，美國經派員實地查看沒有發現任何證據可以支援上述報道」，「美國駐北京大使館和駐瀋陽領事館官員工作人員曾兩度前往該地和特定場所。在赴該地查看期間，美國官員得到允許進入整個設施和場地，沒有發現任何證據表明這個場所除作為正常的公共醫院發揮作用外被用作其他用途。」[12]

## 2008年以後
- 2009年10月16日，公共電視「有話好說」節目中以法輪功為議題，進行廣泛的討論。[13]

- 2012年6月18日，中華民國台灣新竹公民鍾鼎邦，於江西省贛州市黃金機場遭受贛州國家安全局以「協助調查法輪功」為理由非法拘留，並且沒有律師陪同、無法與外界聯繫、家屬無法聯繫， 9天後被指涉及「危害國家安全」、「公共安全罪」進行監視住居。家屬及外界質疑國安單位將對鐘非法取供、羅織罪名，行政院大陸委員會則要求中共執政當局「踐行正當法律程序」。此事件引發國際人權團體的廣泛關注，BBC等國際媒體報導，臺灣數十個公民團體發起營救行動，鍾鼎邦獲釋後獲邀到美國國會進行聽證。
- 2024年6月4日，《大紀元時報》（Epoch Times）的首席財務官因涉嫌參與大規模洗錢計劃而被捕。 據美國司法部，61歲的關偉東（Weidong 「Bill」 Guan）遭美國聯邦檢察官指控參與一項非法資金達6700萬美元的跨國洗錢陰謀，以為自己和法輪功媒體《大紀元時報》謀利。  根據起訴書，關偉東領導著該媒體的「網上賺錢」（Make Money Online）團隊，利用加密貨幣購買價值數千萬美元的犯罪所得。  檢方稱該計劃並不複雜：「網上賺錢」團隊成員通過加密貨幣以折扣價購買犯罪所得，並將這些所得轉入與報社有關聯的實體持有的銀行賬戶。  這些非法所得最終將通過「數以萬計的分層交易」轉回法輪功媒體《大紀元時報》賬戶，包括使用預付借記卡和使用被盜身份信息開設的金融賬戶。  檢察官說，當銀行詢問關偉東激增的資金從何而來時，他謊稱資金來自「捐贈」。  關偉東被控一項共謀洗錢罪和兩項銀行欺詐罪。[14]

## 外部連結
- （英文）Pulitzer.org - The 2001 Pulitzer Prize Winners: International Reporting: Wall Street Journal: Ian Johnson （页面存档备份，存于）